# Кунг Пу: Юмрукът на яростта
„Кунг Пу: Юмрукът на яростта“ (на английски: Kung Pow! Enter the Fist) е американска екшън комедия от 2002 г., който пародира екшън киното в Хонг Конг.